# 김성희 (1959년)
김성희(1959년 1월 29일~)는 대한민국의 미스코리아 출신 가수이다. 1977년 미스코리아 진(眞)에 당선되었고, 이후 1981년 MBC 쇼2000 MC를 맡으면서 연예계에 데뷔, 미스코리아 출신 최초로 연예계로 데뷔한 사례가 되었다. 1982년부터는 음반을 내고 가수로 데뷔했으며 대표곡은 '매력', '세계는 친구' 등이 있다. 1988년 연예계 은퇴 후 결혼하여 슬하에 3남을 두고 있다.

## 음반
- 1982년 1집  《매력》 《목마와 사랑》
- 1983년 2집  《세계는 친구》 《마지막 교정》
- 1984년 3집  《님바라기》 《소녀에서 여인으로》
- 1985년 4집  《추억의 빛》 《왜냐고 묻나요》
- 1986년 5집  《젖은 눈》 《잊을수가 없어요》
- 1987년 6집  《그날을 기다리며》 《인생 유정》

## 방송

### 텔레비전
- MBC 《쇼2000》
- MBC 《비를 타고온 망둥이》
- MBC 《당신》

### 라디오
- 기독교방송 《우리들》 DJ

## 수상
- 1977년 미스코리아 진(眞)
- 1977년 미스 유니버스 전통의상상
- 1984년 KBS 가요대상 가수상

## 경력
- 1988년 ~ 1993년 Greenis Mode 대표, 디자이너
- 1998년 ~ 2001년 녹원회 회장